# Biagio Di Franco
 (février 2019).
Biagio Di Franco est un homme d'affaires, consultant, maître de conférence et Docteur en ingénierie et management. Ses domaines de compétences sont la gestion d'entreprises et l'innovation.  

## Biographie
Biagio Di Franco est également un entrepreneur. Il poursuivra ensuite dans la création, le développement et la redynamisation d'entreprises dans différentes parties du monde et différents secteurs d’activité. Il conseille des dirigeants d'entreprises et des responsables politiques de haut niveau.[source insuffisante]
De 2012 à 2016, il a réalisé plusieurs publications internationales sur l'analyse du phénomène de résistance à l'innovation .

## Distinctions

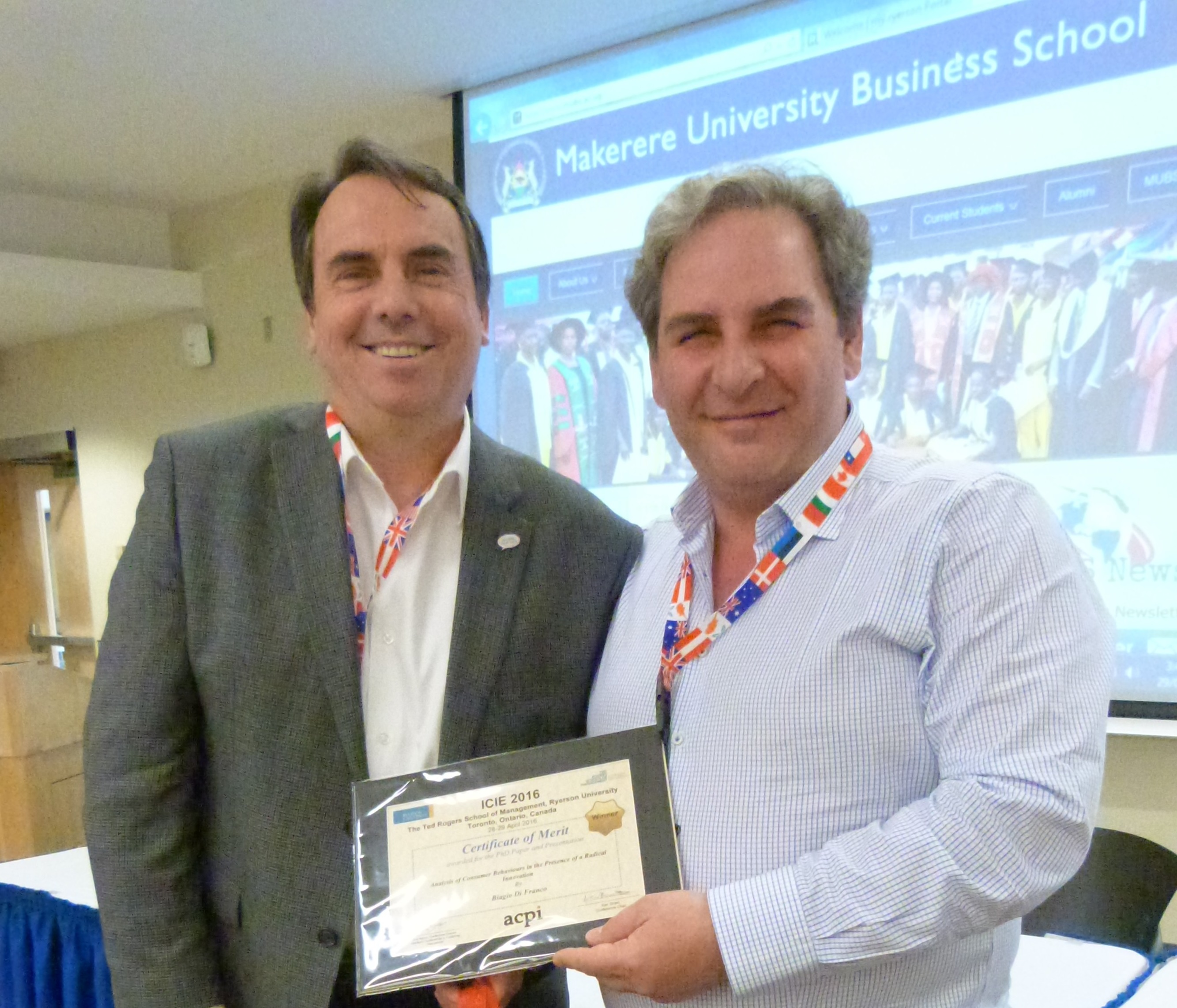
Dr Di Franco Biagio (à droite) et Dr Walsh Philip, ICIE 2016 Toronto

En avril 2016, Biagio Di Franco reçoit le 1er prix de la meilleure publication doctorale par l'Academic Conferences International à la 4e Conférence Internationale sur l'Innovation et l'Entrepreneuriat (ICIE-2016), organisée à l'Université Ryerson, Ted Rogers School of Management à Toronto, Canada. Le titre de sa publication primée est : Analysis of Consumer Behaviours in the Presence of a Radical Innovation. Il y introduit le concept de résistance à l'innovation et modélise le comportement du consommateur face à une innovation de rupture dans un schéma en forme de spirale.

## Travaux et publications
- Ouvrage
  - Di Franco Biagio, Contributions pour réduire la résistance du consommateur en présence d'une innovation de rupture par le marketing : application visant l'adoption de substituts énergetiques via l'introduction de la pile à combustible dans le secteur du transport automobile, Univ. Politehnica Timişoara (ISBN 978-606-35-0025-1, ISSN 2343-7928)
- Publications référencées par l'Institute for Scientific Information (ISI) après soumission à un comité de lecture scientifique :
  - (en) Biagio Di Franco, Larisa Ivascu and Monica Izvercian, The Impact of the Automotive Sector on Sustainable Development, Milan, Italy, Proceedings of the 27th International Business Information Management Association (IBIMA), 4-5 may 2016 (ISBN 978-0-9860419-6-9), p. 2643-2650
  - (en) Dr Kenneth A. Grant and Dr Sean Wise, ICIE 2016 Proceedings of the 4th International Conference on Innovation and Entrepreneurship : ICIE2016, Academic Conferences and publishing limited, 2016, 440 p. (ISBN 978-1-910810-86-6, lire en ligne), p. 307
  - (en) ECIE2012-7th European Conference on Innovation and Entrepreneurship : ECIE2012, Escola Superior de Gestão e Tecnologia - Instituto Politécnico de Santarém, Portugal, Academic Conferences Limited, 20-21 septembre 2012, 925 p. (ISBN 978-1-908272-87-4, lire en ligne), p. 769
- Autres publications :
  - (en) Biagio Di Franco, « Analysis of consumer behaviors in the presence of a disruptive innovation », Annals of Faculty Engineering Hunedoara - International Journal of Engineering,‎ août 2014 (annals.fih.upt.ro/pdf-full/2014/ANNALS-2014-3-44.pdf)
  - (en) Biagio Di Franco, « Innovative management to transfer radical innovations to industries », Annals of Engineering Faculty of Hunedoara, International Journal Of Engineering, novembre 2013